# Natura 2000-område nr. 79 Munkebjerg Strandskov
Natura 2000-område nr. 79 Munkebjerg Strandskov  er et habitatområde (H68): Det er et kuperet skovområde på sydsiden af Vejle Fjord med stejle, nordvendte skrænter mod fjorden. Skovene gennemskæres af e dybe, snævre smeltevandsslugter med spredte forekomster af kildevæld. Habitatområdet har et areal på i alt et areal på 308 hektar. De store fredskovsarealer indeholder adskillige kildeområder og små skovmoser og elle/askesumpe, og er af stor national betydning på grund af sine meget artsrige kløft- og skræntsamfund med sjældne arter; Hasselmus har Jyllands nordligste kendte, nulevende
bestand i Munkebjerg-skovene. Rødrygget tornskade yngler i den
sydlige del af området og sortspætte, huldue, korttået træløber,
skovsneppe, duehøg og hvepsevåge er observeret i yngletiden.
Taks har i Munkebjerg Skovene sit eneste bevarede danske voksested,
hvor den har bredt sig langsomt, siden den blev fredet i 1933. Desuden findes der små bestande af bjergbregne og otteradet ulvefod i skovslugterne. Også som svampelokalitet er området af stor værdi som kendt levested for én akut truet art, 6 sårbare arter, én sjælden art og 4 gullistede arter.

## Fredninger
En del af området indgår i naturfredningen Holtser Hage og Andkær Vig 

## Videre forløb
Natura 2000-planen er vedtaget i 2011, hvorefter kommunalbestyrelserne
og Naturstyrelsen udarbejdede bindende handleplaner for
gennemførelsen af planen. Planen videreføres og videreudvikles i senere planperioder.
Natura 2000-området ligger i Vejle Kommune og naturplanen koordineres med vandplanen for 1.11 Lillebælt/Jylland 